# Eruvin
Eruvin (hebrejsko ערובין, mešanje, združevanje) je druga razprava v Moedu, drugem delu (redu) Mišne, ki obravnava različna vrste eruvov (hebrejsko  עירוב, zmes).
Da bi sebi in sonarodnjakom olajšali življenje, ki so ga otežili s halaškimi predpisi o soboti, so si talmudski modreci izmislili  tri pravne fikcije, ki jih obravnava razprava Eruvin:
- eruvē hacerōt - združitev dvorišča
- šitufē mavoōt - združitev prehoda
- eruve t'humīn - združitev meja[1]

Eruv je omogočil Judom prenašanje na primer hišnih ključev, robcev, zdravil ali dojenčkov. Za prenašanje se lahko uporablja krošnja in palica. Eruv nima posebnega vpliva na življenje ljudi z omejeno mobilnostjo in tiste, ki skrbijo za dojenčke in majhne otroke.

## Zgradba
Razprava vsebuje deset poglavij. V Babilonskem Talmudu obsega 104 strani, v Jeruzalemskem pa 65 strani. 
Nslovi poglavij in število mišen v posameznem poglavju:
1. מָבוֹי (mavoi, Globina): 10
2. עוֹשִׂין פַּסִּין (osin pasin, Naredite pasin): 6
3. בַּכֹּל מְעָרְבִין (bacol me'arvin, Vse v vsem): 9
4. מִי שֶׁהוֹצִיאוּהוּ (mi shehotsi'uhu, Kdo ga je pripeljal): 11
5. כֵּיצַד מְעַבְּרִין (ketsad me'abrin, Kot pastir): 9
6. הַדָּר  (hadar): 10
7. חָלוֹן  (halon): 11
8. כֵּיצַד מִשְׁתַּתְּפִין  (ketsad mishtatfin, Kot darilo): 11
9. כָּל גָּגּוֹת  (kol gagot, Vsaka streha): 4
10. הַמּוֹצֵא תְּפִילִּין (hamotse tefilin, Odstranite tefilin): 15

## Glavni predmeti

### Eruvē hacerōt
Da bi obšli halaški predpis o prepovedi prenačanju kakršnega koli predmeta iz privatne domene (hiše) v javno domeno (dvorišče), ki je pripadalo več družinam, je bilo dovoljeno fiktivno pretvarjanje javne domene v zasebno z združevanjem vseh sosedov na dvorišču v eno družino. To se je doseglo s postavljanjem hlebca kruha ali katere koli druge jedi v eno od hiš, ki je imela izhod na dvorišče. Kruh ali druga jed se je pripravil v petek s skupnimi močmi vseh družin, hiša, kamor so ga postavili, pa je morala biti dostopna vsem sosedom.
Eruv omogoča Judom prenašanje na primer hišnih ključev, robcev, zdravil ali dojenčkov. Za prenašanje se lahko uporablja krošnja in palica. Prisotnost ali odsotnost eruva nima posebnega vpliva na življenje ljudi z omejeno mobilnostjo in tiste, ki skrbijo za dojenčke in majhne otroke.

### Šitufē mavoōt
Šitufē mavoōt ali Šitūf mavōj je zelo podoben postopek, s katerim so se prehodi in ulice pretvorili iz javne v zasebno domeno. Sosedje so na predvečer šabata prehod ali ulico simbolično zaprli s hlodom, žico ali vrvjo in s tem omogočili, da so v soboto po tem delu mesta prenašali zasebne predmete.

### Eruve t'humīn
Judovska Biblija predpisuje, da ne sme sedmi dan v tednu nihče zapustiti svojega mesta, se pravi naselja ali mesta v širšem smislu. Gibanje v  okolici naselja je  omejeno na 2000 vatlov širok pas, ki se v talmudski zakonodaji imenuje t'hūm šabāt (sobotna meja ali področje sobote). Gibanje dlje od te meje je v soboto prepovedano. Da bi si omogočil obhod posestva ali živine, je moral vsak, ki je nameraval to storiti, v petek zvečer v bližini mejne črte položiti nek užiten predmet, ki je predstavljal njegov eruv.  Z njim je simbolično prestavil svoje prebivališče in dobil dovoljenje, da se od meje oddalji še 2000 vatlov.

### Erūv tavšilīn
Erūv tavšilīn (mešanje kuhane hrane) se uporablja takrat, ko je v petek praznik, na katerega se po starozaveznih predpisih ne bi smelo kuhati hrane za soboto. Predpis se obide tako, da se jedi za soboto pripravijo že v četrtek, s čimer se fiktivno združita petek in sobota. Dovoljena je tudi olajšava, da se ob posebni molitvi pripravi samo simbolična količina sobotne hrane. Hrano pripravi mestni rabin za vse svoje vernike.
Predpisi so obširni in zelo zapleteni, vendar so že v času, ko so nastali, pomenili veliko olajšanje v vsakdanjem življenju Judov. Hahadisti so nanje gledali kot na vrhunec modrosti in jih pripisali, komu drugemu kot kralju Salomonu.

## Vir
- Joshua Kulp: Introduction to Eruvin[mrtva povezava]